# Xestoleberis sagamiensis
Xestoleberis sagamiensis is een mosselkreeftjessoort uit de familie van de Xestoleberididae. De wetenschappelijke naam van de soort is voor het eerst geldig gepubliceerd in 1913 door Kajiyama.